# Spaceman (film)
Spaceman är en amerikansk äventyrs- och dramafilm från 2024. Filmen är regisserad av Johan Renck efter ett manus skrivet av Colby Day och Jaroslav Kalfar. I huvudrollen ses Adam Sandler.
Filmen hade premiär den 1 mars 2024 på streamingtjästen Netflix.

## Handling
Filmen kretsar kring Jakub Procházka som i unga år förlorar båda sina föräldrar. Han uppfostras av sina farföräldrar på den tjeckiska landsbygden där kämpar han för att bli Tjeckiens första astronaut.

## Rollista (i urval)
- Adam Sandler – Jakub Procházka
- Paul Dano – Hanuš
- Carey Mulligan – Lenka
- Kunal Nayyar – Petr
- Isabella Rossellini